# Чемпіонат світу з хокею із шайбою (дивізіон II)
Чемпіонат світу з хокею із шайбою (дивізіон II) — щорічне змагання, яке організовується Міжнародною Федерацією хокею із шайбою з 1961 року. Третій ешелон чемпіонату світу з хокею із шайбою. Спочатку турнір мав назву Група С, переможець якої виходив до групи В.

## Історія
З 2001 року був утворений другий дивізіон з п'яти команд групи С, що мали найгірший рейтинг та семи найкращих збірних групи D. З 2001 по 2011 роки в турнірі брали участь дванадцять національних збірних у двох групах. Переможці груп виходили до І Дивізіону, а збірні що посідали останні місця у групах вилітали до третього дивізіону.
Починаючи з 2012 року формат змагань змінився. Відтепер переможець групи А отримував право виступати у групі В першого дивізіону, збірна яка посідала останнє місце вилітала до групи В. Переможець групи В переходив до групи А, а остання збірна групи В вилітала до третього дивізіону.
Два роки поспіль у 2020 та 2021 турніри не проводили через пандемію COVID-19.

## Група С

### Чемпіони 1961 – 2000 років
| Рік  | Національна збірна |
| ---- | ------------------ |
| 1961 | Румунія            |
| 1963 | Австрія            |
| 1966 | Італія             |
| 1967 | Японія             |
| 1969 | Японія             |
| 1970 | Австрія            |
| 1971 | Румунія            |
| 1972 | Австрія            |
| 1973 | Норвегія           |
| 1974 | Швейцарія          |
| 1975 | Норвегія           |
| 1976 | Австрія            |
| 1977 | Італія             |
| 1978 | Нідерланди         |
| 1979 | Югославія          |
| 1981 | Австрія            |
| 1982 | Японія             |
| 1983 | Нідерланди         |
| 1985 | Франція            |
| 1986 | Норвегія           |
| 1987 | Японія             |
| 1989 | Нідерланди         |
| 1990 | Югославія          |
| 1991 | Данія              |
| 1992 | Велика Британія    |
| 1993 | Латвія             |
| 1994 | Словаччина         |
| 1995 | Білорусь           |
| 1996 | Казахстан          |
| 1997 | Україна            |
| 1998 | Угорщина           |
| 1999 | Нідерланди         |
| 2000 | Угорщина           |

## Результати другого дивізіону
| 2001 | Південна Корея                    | Румунія                           | Нова Зеландія                     | Мексика                           |                                   |                                   |                                   |                                   |                                   |                                   |
| 2002 | Естонія                           | Литва                             | Туреччина                         | Люксембург                        |                                   |                                   |                                   |                                   |                                   |                                   |
| 2003 | Південна Корея                    | Бельгія                           | Мексика                           | Ісландія                          |                                   |                                   |                                   |                                   |                                   |                                   |
| 2004 | Китай                             | Литва                             | Люксембург                        | ПАР                               |                                   |                                   |                                   |                                   |                                   |                                   |
| 2005 | Хорватія                          | Ізраїль                           | Туреччина                         | Ісландія                          |                                   |                                   |                                   |                                   |                                   |                                   |
| 2006 | Румунія                           | Китай                             | ПАР                               | Нова Зеландія                     |                                   |                                   |                                   |                                   |                                   |                                   |
| 2007 | Хорватія                          | Південна Корея                    | Туреччина                         | Північна Корея                    |                                   |                                   |                                   |                                   |                                   |                                   |
| 2008 | Румунія                           | Австралія                         | Ірландія                          | Нова Зеландія                     |                                   |                                   |                                   |                                   |                                   |                                   |
| 2009 | Сербія                            | Південна Корея                    | Північна Корея                    | ПАР                               |                                   |                                   |                                   |                                   |                                   |                                   |
| 2010 | Іспанія                           | Естонія                           | Туреччина                         | Ізраїль                           |                                   |                                   |                                   |                                   |                                   |                                   |
| 2011 | Австралія                         | Румунія                           | Північна Корея                    | Ірландія                          |                                   |                                   |                                   |                                   |                                   |                                   |
| 2012 | Естонія                           | Бельгія                           | Нова Зеландія                     | ПАР                               |                                   |                                   |                                   |                                   |                                   |                                   |
| 2013 | Хорватія                          | Ізраїль                           | Іспанія                           | Болгарія                          |                                   |                                   |                                   |                                   |                                   |                                   |
| 2014 | Естонія                           | Іспанія                           | Ізраїль                           | Туреччина                         |                                   |                                   |                                   |                                   |                                   |                                   |
| 2015 | Румунія                           | Китай                             | Австралія                         | ПАР                               |                                   |                                   |                                   |                                   |                                   |                                   |
| 2016 | Нідерланди                        | Австралія                         | Китай                             | Болгарія                          |                                   |                                   |                                   |                                   |                                   |                                   |
| 2017 | Румунія                           | Китай                             | Іспанія                           | Туреччина                         |                                   |                                   |                                   |                                   |                                   |                                   |
| 2018 | Нідерланди                        | Іспанія                           | Ісландія                          | Люксембург                        |                                   |                                   |                                   |                                   |                                   |                                   |
| 2019 | Сербія                            | Ізраїль                           | Бельгія                           | Північна Корея                    |                                   |                                   |                                   |                                   |                                   |                                   |
| 2020 | Скасовано через пандемію COVID-19 | Скасовано через пандемію COVID-19 | Скасовано через пандемію COVID-19 | Скасовано через пандемію COVID-19 | Скасовано через пандемію COVID-19 | Скасовано через пандемію COVID-19 | Скасовано через пандемію COVID-19 | Скасовано через пандемію COVID-19 | Скасовано через пандемію COVID-19 | Скасовано через пандемію COVID-19 |
| 2021 | Скасовано через пандемію COVID-19 | Скасовано через пандемію COVID-19 | Скасовано через пандемію COVID-19 | Скасовано через пандемію COVID-19 | Скасовано через пандемію COVID-19 | Скасовано через пандемію COVID-19 | Скасовано через пандемію COVID-19 | Скасовано через пандемію COVID-19 | Скасовано через пандемію COVID-19 | Скасовано через пандемію COVID-19 |
| 2022 | Китай Нідерланди                  | Ісландія Грузія                   | —                                 | —                                 |                                   |                                   |                                   |                                   |                                   |                                   |
| 2023 | Іспанія                           | Об'єднані Арабські Емірати        | Грузія                            | Мексика                           |                                   |                                   |                                   |                                   |                                   |                                   |
| 2024 | Хорватія                          | Бельгія                           | Ісландія                          | Туреччина                         |                                   |                                   |                                   |                                   |                                   |                                   |
| 2025 | Нідерланди                        | Грузія                            | Ізраїль                           | Таїланд                           |                                   |                                   |                                   |                                   |                                   |                                   |